# McLaren MP4-24
De McLaren MP4-24 is een Formule 1-auto die gebruikt werd door McLaren in het seizoen 2009. De wagen werd  op 16 januari 2009 voorgesteld in het hoofdkwartier van het team in Woking, Groot-Brittannië.
De volgende dag reed Pedro de la Rosa er voor het eerst mee op het Autódromo Internacional do Algarve. Door aerodynamische problemen bleek de wagen in latere testen trager dan die van de concurrerende teams en kreeg deze bijzonder veel kritiek. Teambaas Martin Whitmarsh gaf aan dat het werk van het team tijdens de winter "onvoldoende" was geweest.
De wagen werd gedurende het hele seizoen doorontwikkeld en finishte uiteindelijk derde in het constructeurskampioenschap. Lewis Hamilton won er twee races mee: de Grand Prix van Hongarije en de Grand Prix van Singapore.

## Resultaten
| Resultaat                     |
| ----------------------------- |
| Winnaar                       |
| Tweede plaats                 |
| Derde plaats                  |
| Gefinisht (punten)            |
| Gefinisht (geen punten)       |
| Niet geklasseerd (NC)         |
| Uitgevallen (DNF)             |
| Niet gekwalificeerd (DNQ)     |
| Gediskwalificeerd (DSQ)       |
| Niet gestart (DNS)            |
| Gewond (INJ)                  |
| Uitgesloten (EX)              |
| Teruggetrokken (WD)           |
| Niet deelgenomen (blanco cel) |
| vetgedrukt (pole position)    |
| cursief (snelste ronde)       |

| Jaar | Chassis        | Motor              | Banden | Coureurs          | 1   | 2     | 3   | 4   | 5   | 6   | 7   | 8   | 9   | 10  | 11  | 12  | 13  | 14  | 15  | 16  | 17  | Punten | WK-plaats |
| ---- | -------------- | ------------------ | ------ | ----------------- | --- | ----- | --- | --- | --- | --- | --- | --- | --- | --- | --- | --- | --- | --- | --- | --- | --- | ------ | --------- |
| 2009 | McLaren MP4-24 | Mercedes FO108W V8 | B      |                   | AUS | MAL ‡ | CHN | BHR | SPA | MON | TUR | GBR | DUI | HON | EUR | BEL | ITA | SIN | JPN | BRA | ABU | 71     | Brons     |
| 2009 | McLaren MP4-24 | Mercedes FO108W V8 | B      | Lewis Hamilton    | DSQ | 7     | 6   | 4   | 9   | 12  | 13  | 16  | 18  | 1   | 2   | DNF | 12† | 1   | 3   | 3   | DNF | 71     | Brons     |
| 2009 | McLaren MP4-24 | Mercedes FO108W V8 | B      | Heikki Kovalainen | DNF | DNF   | 5   | 12  | DNF | DNF | 14  | DNF | 8   | 5   | 4   | 6   | 6   | 7   | 11  | 12  | 11  | 71     | Brons     |
| Jaar | Chassis        | Motor              | Banden | Coureurs          | 1   | 2     | 3   | 4   | 5   | 6   | 7   | 8   | 9   | 10  | 11  | 12  | 13  | 14  | 15  | 16  | 17  | Punten | WK-plaats |

† Coureur is niet gefinisht in de GP, maar heeft wel 90% van de race-afstand afgelegd, waardoor hij als geclassificeerd genoteerd staat.
‡ Helft van de punten omdat minder dan 75% van de raceafstand was afgelegd

### Eindstand coureurskampioenschap

#### 2009
- Lewis Hamilton: 5e (49pnt)
- Heikki Kovalainen: 12e (22pnt)